# 聖書の暗号

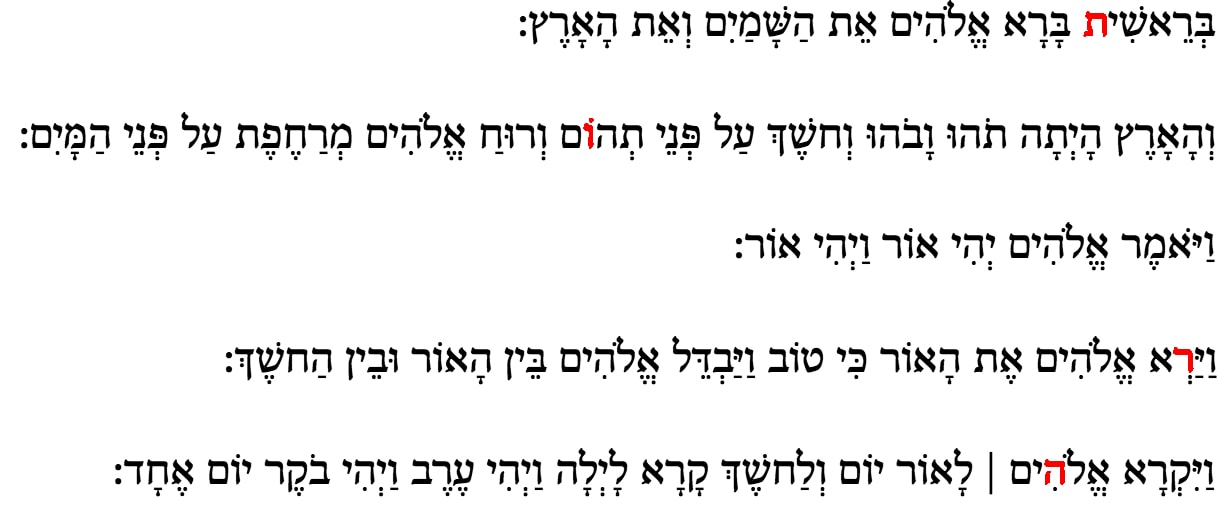
創世記1章1-4節。1909年のキッテル版ビブリア・ヘブライカ（BHK）。最初の節の最初のタヴから50文字離れた4文字が、単語תורה（トーラー）を形成する。

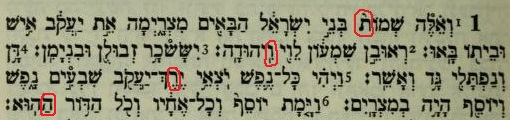
出エジプト記1章1-6節。1909年のキッテル版ビブリア・ヘブライカ（BHK）。最初の節の最初のタヴから50文字離れた4文字が、単語תורה（トーラー）を形成する。

聖書の暗号（せいしょのあんごう、英: Bible code、ヘブライ語: הצופן התנ"כי）、別名バイブル・コード、またはトーラー・コードとは、ヘブライ語のトーラーのテキストの中に暗号化された、一連の秘密のメッセージとされるものである。この隠された暗号は、別の見えないメッセージを明らかにするために、テキストから特定の文字を選択できるようにするための方法といわれている。聖書の暗号は何世紀にもわたって想定、研究されてきたが、現代ではマイケル・ドロズニンの著書『聖書の暗号』と、映画『CODE:0000 コード:ゼロ』（"The Omega Code"）によってこのテーマが一般に普及した。
これまでに多くの例が文書化されている。よく引き合いに出される例は、創世記の最初のタヴ（ת）から50文字ごとの文字を並べると、ヘブライ語の「トーラー」の綴りになるというものである。これと同じことが出エジプト記でも起こる。現代のコンピューターは、同様のパターンやより複雑な異綴語の検索、およびその統計的尤度の定量化のために使用されている。
統計的に重要な聖書の暗号を示すとされるいくつかのテストは、1994年に論文審査のある学術雑誌で「挑戦的なパズル」として公開され、後に疑問視された。

## 概要
1994年にウィッツタム（Doron Witztum）、リップス（Eliyahu Rips）、およびローゼンバーグ（Yoav Rosenberg）が科学雑誌『Statistics Science』に「Equidistant Letter Sequences in the Book of Genesis」（創世記における等距離文字列）という論文を発表すると、ある特定のステガノグラフィーの手法に関する議論と論争が広まった。「挑戦的なパズル」として雑誌に提示されたこの論文は、有名なラビに関する経歴が、ラビが生きる何世紀も前の創世記のテキストの中に暗号化されているという強力な統計的証拠を示した。
それ以来、「聖書の暗号」は、このELS方式によって暗号化された情報を指す言葉として一般的に使用されてきた。
ウィッツタム、リップス、ローゼンバーグ（WRR）の論文が発表されて以来、「暗号」に関する2つの相反する学派が支持者の間で出現した。 従来（WRR）の暗号についての見解は、トーラーへの適用可能性に厳密に基づいており、この文脈外で暗号を調査しようとする試みは無効であるというものである。これは、そのままの字順かつオリジナルのヘブライ語で人類に（モーセを介して）直接与えられたという点で、トーラーが聖書のテキストの中で唯一無二であるという信念に基づいている。

## 等距離文字列法
意味があるメッセージを抽出する主な方法は、等距離文字列法（ELS）である。 テキストからELSを取得するには、始点（原則として、任意の文字）とスキップする数（負数を含む自由な数）を選択する。次に、始点から開始して、指定されたスキップ数で等間隔をおいてテキストから文字を選択する。たとえば、"This sentence form an ELS. "（「この文章はELSを形成する」の意味）というテキストから、-4のスキップ数（4文字ごとに逆読み）でスペースと句読点を無視して文字を選択すると、選択された文字は"This sentence form an ELS. "の太字部分となる。太字部分を逆から読むと、"safest"（「最も安全」）という単語が現れる。

創世記26章5-10節の文字を21列のグリッドに配置すると、"Bible"と"code"という単語が現れる。無数にある配置方法で他の単語を生み出すことができる。（読み易いように単語が交互に太字になっている。）

多くの場合、あるトピックに関連する複数のELSは、「ELS文字配列」で同時に表示することができる。これは、各行に正確に同じ数の文字を使用したグリッドにテキストを書き出し、次に、行と列それぞれにスキップ数を指定して文字を選択することで得られる。図の例では、欽定訳聖書の創世記26章5-10節が1行あたり21文字で示されており、"Bible"（聖書）と"code"（暗号）というELSが現れている。
上記の例は英語のテキストであるが、聖書の暗号の支持者は通常ヘブライ語の聖書のテキストを使用する。宗教上の理由から、ほとんどのユダヤ人の支持者はトーラー（創世記－申命記）のみを使用する。

### 拡張ELS
特定の単語がELSとして検出されると、その単語が複数の単語で構成される長いELSの一部であるかどうかを確認することになる。暗号の支持者であるハラリックとリップスはより長い拡張ELSの例を発表した。その内容は、「呪われしビン・ラディンよ、汝を破壊という名で呼ぼう、そして復讐は救世主のもの」というものだった（ヘブライ語ではbe動詞の代わりに同格語が用いられ、助動詞が無く、定冠詞を使う頻度が少ないため、英語よりもはるかに少ない単語で表現することができる）。
支持者は、拡張ELSは長くなるほど偶然の結果である可能性が低くなると主張する。批判者は、1997年のスケプティカル・インクワイアラー誌による脱構築のように、長いELSは実際にはどこでも効果を大規模に適用することで並べ替えの数を増やしただけである、と答えている。

## 歴史

### 初期の歴史
ユダヤ文化には、エグゼジェシスとアイズジェシス（テキストから意味を引き出して無理に意味付けすること）の両方につながる聖書に関する解釈、注釈、解説の長い伝統がある。聖書の暗号はこの伝統の一部とみなすことができるが、より多くの議論の余地のある部分の1つである。歴史を通して、多くのユダヤ人、後のキリスト教徒、アイザック・ニュートンをはじめとする学者たちは、聖書のテキストに隠された、または暗号化されたメッセージを見つけようとした。
最初に聖書でELSを表した者は、13世紀のスペインのラビ、バフヤ・ベン・アッシャーの可能性がある。彼の4文字の例は、ユダヤ暦の伝統的なゼロ点と関係している。その後の数百年にわたり、ELSが知られる兆しはあったが、20世紀半ば以前に確定的な例はほとんど見つかることがなかった。現在までにマイケル・ドヴ・ヴァイスマンドルによって多くの例が発見され、それらは1957年の彼の死後に、彼の教え子たちによって発表された。それにもかかわらず、1980年代初頭にエルサレムのヘブライ大学の数学者エリヤフ・リップスが、イスラエルの学校教師アブラハム・オレンの発見に目を留めるまで、この技法を知る者はわずかだった。その後、リップスは彼の宗教研究のパートナーであるドロン・ウィツタム、アレクサンダー・ローテンベルクと、他の数名と共に研究を始めた。

### リップスとウィツタム
リップスとウィツタムはELS法のためのコンピューター・ソフトウェアを設計し、その後多くの例を発見した。1985年頃、彼らは正式なテストを実施することを決定し、「有名なラビの実験」が生まれた。この実験では、有名なラビの名前とそれぞれの生年月日と死亡日のELSが、偶然で説明できるよりもコンパクトな配置を形成するという仮説を検証した。「コンパクト」の定義は複雑だが、大まかに言えば、2つのELSが小窓の中に一緒に表示される場合は、コンパクトに配置されているとした。リップスたちは実験を行い、データが測定されると統計的に有意であることがわかり、仮説は裏付けられた。
「有名なラビの実験」はいくつかの反復を経て、最終的に1994年に論文審査のある専門誌のStatistical Science（統計科学）に発表された。出版に先立って、ジャーナルの編集者であるロバート・カスは、論文をジャーナルの査読者（カスによると、彼らは「困惑していた」）による連続した3回の査読にかけた。査読者たちは懐疑的ではあったが、欠陥を見つけた者はいなかった。この論文は論争を引き起こすことが確実であると判断され、「挑戦的なパズル」という観点で読者に提示された。ウィツタムとリップスも他の実験を行い、ほとんどが成功したが、ジャーナルには何も発表されなかった。

### その他の実験
有名なラビの名前を出生と死の場所（日付ではなく）と照合させる別の実験は、1997年にアメリカ国家安全保障局の元上級暗号理論数学者であるハロルド・ガンスによって行われた。またしても結果は意味のあるものと解釈され、偶然以上の結果を示唆していた。これらの聖書の暗号は、主にアメリカのジャーナリスト、マイケル・ドロズニンによって一般に知られるようになり、彼の著書、『聖書の暗号』（1997年、サイモン＆シュスター社）は多くの国でベストセラーとなった。リップスは、ドロズニンの著作や結論を支持しないという公式声明を発表した。ガンスも、トーラーの中の暗号は未来の出来事を予知するために用いることができるという本の中の発言について、「これは完全に事実無根である。その意見には何の科学的また数学的根拠もなく、そのような結論に至る理由は論理的に欠陥がある。」と述べている。
2002年、ドロズニンは同じテーマに関する2冊目の本、『聖書の暗号2』（Bible Code II: the Countdown）を出版した。ユダヤ人の奉仕団体アイシュ・ハ＝トーラーは、発見セミナーで聖書のコードを用いて、世俗のユダヤ人にトーラーの神性を説き、伝統的な正統派の教えを信じるよう促している。聖書の暗号の技術の使用は、特に米国の特定のキリスト教サークルにも広がっている。初期の主な支持者は、メシアニック・ジューのヤコフ・ラムセルとグラント・ジェフリーだった。別の聖書の暗号の技術は、1997年にキリスト教徒のディーン・クームスによって開発された。さまざまなピクトグラムが、ELSを使用した単語とテキストによって形成されると主張されている。
2000年以来、不可知論者のユダヤ教徒の物理学者であるネイサン・ヤコビ、および正統派ユダヤ教徒のエンジニアのモーシェ・アハロン・シャクは、何百もの非常に長い拡張ELSの例を発見したと主張している。さまざまな長さの拡張ELSの数はマルコフ連鎖理論の式によって決定されるため、暗号化されていないテキストから予想されるELSの数と比肩する。

## 批判
ヘブライ語のマソラ本文で表されている子音文字の正確な順序は、主にラビ・アキバによって、1世紀に現在の形に確定された。 しかし、死海文書のような初期のバージョンから、それ以前は文字数が一定ではなかったことが知られている。したがって、聖書の暗号理論ではこれらの差異についての説明はつかないと思われる。
聖書の暗号に対して提起された主な異議は、「ノイズ」が時として意味があるように見えることを情報理論が禁止しないということである。したがって、ELS実験用に選択されたデータに、実験が定義される前に意図的または非意図的に「仕込み」が加えられた場合、トーラー以外の文章でも同様のパターンを見つけることができる。ランダムな場所にあるELSが意味のある単語である可能性は小さいが、始点とスキップ・パターンが非常に多く存在するため、実験用に選択した内容に応じて、そのような単語が多数出現することが予想される。そして、ELS実験を「調整」して、ノイズレベルを克服するパターンを示すかのような結果を得ることができる。
他の人々は、ドロズニンの最初の本の「クリントン」の例が、基本的な聖書の暗号の概念である「極小性」に違反しており、「クリントン」は完全に無効な「暗号」であると述べて、ドロズニンを批判している。さらに、マッケイは、ドロズニンがヘブライ語の正書法の柔軟性を利用し、古典（母音なし、YとWが完全に一致している）と現代（YとWがiとuの母音を示すために使用される）の用法、また、KとTのスペルの変化を自由に混用して、望む通りの意味に到達するようにしていたと主張した。

### 批判とオリジナルの論文
1999年、オーストラリアの数学者のブレンダン・マッケイ、イスラエルの数学者のドロール・バー・ナタンとギル・カライ、およびイスラエルの心理学者のマヤ・バー・ヒレル（総称して「MBBK」）は、Statistical Scienceに論文を発表し、ウィツタム、リップス、ローゼンベルク（WRR）の事例には「致命的な欠陥があり、その結果は実験の計画とそのためのデータ収集において選択されたものを反映しているに過ぎない」と論じた。MBBK論文は、出版に先立って4人の専門の統計学者によって匿名で査読された。以前にこのジャーナルにおいてWRRの論文を「挑戦的なパズル」と評した編集者のロバート・カスは、この論文の序論で、「マッケイ、バー・ナタン、カライ、バー・ヒリルの研究を全体として考ると、彼らが結論付けたように、パズルは実際に解かれたと思われる」と記している 。
彼らの観察から、MBBKは暗号がどのように発見されたのかという「謎」を説明するための対立仮説を作り出した。MBBKの議論は厳密には数学的なものではなく、むしろ、WRRとその協力者たちが事前に名前や日付を選択し、選択に一致するように実験を計画し、それにより「望み通り」の結果を得た、と主張するものだった。MBBKの論文は、ELS実験は特定名称のスペルの非常に小さな変化に異常に敏感であり、WRRの結果は「実験の計画とそのデータの収集で行われた選択を反映しているに過ぎない」と主張した。
MBBKの論文は、この「調整」は、（MBBKが主張する）利用可能な「隙間」と組み合わさると、ヘブライ語訳版の『戦争と平和』でも、WRRが創世記で出した結果と同様の結果を生成できることを実証した。その後、バー・ヒレルはMBBKの見解を集約して、WRRの論文はでたらめであり、意図的かつ慎重に設計された「手品」であると述べた。
シェイクスピアの著作に隠された予言に関する同様な議論とともに、聖書の暗号はテキサスの狙撃兵の誤謬の例として引用されている。

### MBBKの批判への対応

#### ハロルド・ガンス
元国家安全保障局の暗号解読者であるハロルド・ガンスは、MBBKの仮説は、WRRとその協力者たちは事前に不正に特定名称を調整しているという陰謀があることを意味していると論じている。ドロン・ウィツタム、エリヤフ・リップス、S・Z・ハヴリンの全員が、ハヴリンが単独で特定名称を取りまとめたと発言しているため、陰謀には彼ら3人が関わっているはずであるとガンスは主張している。ガンスはさらに、そのような陰謀には、ハヴリンのリストの正確性を裏付ける手紙を書いた複数のラビが関わっているはずであると主張している。またガンスは、このような陰謀にはガンスが実施した都市実験の複数の参加者（ガンス自身を含む）も含まれなければならないと主張している。ガンスは、「やむを得ず『陰謀』に関与した人々の数は、どんなに合理的な者にとっても信じ難いほどだろう」と結論付けている。ガンスはさらに、「数学的な問題は、数学者でない者にとっては理解するのが困難である。つまり、マッケイ教授と彼の同僚たちは、トーラー以外のテキストの中に本物の暗号を発見したと主張したことはなかった。彼らの『成功した』結果は、その数学的欠陥に素人が気付かないような方法で慎重に不正操作した実験から得られたものである。」と論じている。
ブレンダン・マッケイは、彼と彼の同僚たちがハヴリンやガンスを陰謀に加わったとして非難したことは一度もないと答えた。 代わりに、ハヴリンはおそらくWRRの初期の査読前の論文に書かれていたことをした、つまり、「貴重なアドバイス」を提供した、とマッケイは述べている。同様に、マッケイは、ガンスは彼の都市実験のためにデータを自分自身で準備しなかったというガンスの発言を受け入れている。マッケイは「ペテンの存在を知っている必要がある者は1人だけであり、（おそらく善意で）隠蔽に加わらなければならなかった彼の弟子はほんの一握りである」と結論付けている。

#### WRRの著者たち
WRRの著者たちは、MBBKの主張に関する一連の回答を公表し、彼らが言うような調整は行われなかったし、行われた可能性さえ無いと主張した。MBBKの著者たちの要求に対するWRRの初期の回答は、WRRが意図的に回避したとMBBKが示唆している、特定の「代替の」名前および日付の書式を使用した追加実験の結果を示したものである。MBBKの代替を使用してWRRが返した結果は、暗号の存在に対する同等以上の確証を示したため、MBBKの「隙間」の主張に異議を申し立てた。WRRの回答を受けて、著者のバー・ナタンは非回答の旨の正式な声明を発表した。マッケイとバー・ヒレルとの一連のやり取りの後、WRRの著者のウィツタムは新たな論文で、マッケイがストローマン論法によって煙幕を張る戦術を使用したと主張し、それによってMBBKに反論するWRRの著者たちによる指摘を回避した。また、ウィツタムはMBBK論文のためにマッケイが契約した主要な独立専門家に面会すると、MBBKに対して行われたいくつかの実験は、WRRの最初の研究結果を否定するよりもむしろ正当性を立証するものであったと主張し、MBBKがこれらの結果を論文から削除した理由を疑問視した。マッケイはこれらの主張に答えた。

#### ロバート・オーマン
ゲーム理論家であり、2005年にノーベル経済学賞を受賞したロバート・オーマンは、長年にわたって聖書の暗号の研究と議論を続けてきた。 彼は次のように記している。
この研究の基本的な論文はほとんど信じ難いように思えるが、この暗号のために完璧な論証がなされてきたと私は長年思っていた。「不正行為」がいかにして可能になるかはわからなかった。 その後、「反対派」の研究が出てきた（例えば、マッケイ、バー・ナタン、バー・ヒレルとカライによるStatistical Science 14（1999年）、149-173を参照）。この研究で、私はデータが操作されたと確信することはなかったが、可能性はあるということを確信した。不正操作は技術的には可能なのだ。
オーマンは実験と論争の力学についての長期的な興味深い分析を行った後、例えば「論争に参加したほとんどすべての人が勝負の早い段階で態度を決めた」と述べ、次のように結論付けた。
先験的に、この暗号研究の論文は非常に信じ難い……。私自身の監督の下で行われた研究は、暗号の存在を裏付けることができなかった。また、暗号が存在しないということを立証することもできなかった。よって私は、この暗号の現象はあり得ないという先験的な推定に立ち返らなければならない。

#### ロバート・ハラリック
ニューヨーク市立大学のコンピューターサイエンスの教授であるロバート・ハラリックは、長年聖書の暗号を調べ、その有効性を確信するようになった。彼は新しい実験に寄与した。「創世記」で成功したWRRのリストと、『戦争と平和』で成功したMBBKのリスト以外の最小のELSの他に、ラビたちの名前と個別の日付の間に集合性が見られる最小でないELSがあるかどうか、つまり、2番目に小さいELS、3番目に小さいELS等々でどのような集合性が見られるかを調べた。彼によると、結果は目を見張るものだった。WRRのリストは20番目に小さいELSまで成功したが、MBBKのリストは2番目に小さなELSの後に機能しなくなった。2006年、ハラリックはパターン認識に関する国際会議の参加者の前でこのテーマについて講演した。

## マイケル・ドロズニンに対する批判
ジャーナリストのドロスニンの著書は、聖書の暗号は本物ではあるが未来を予知することはできないと考える人々によって批判されてきた。イスラエルのラビン首相の死について、ドロスニンは彼の著書『聖書の暗号』（"The Bible Code"、1997年に出版）の120頁に、「イガール・アミルを事前に見つけることはできなかった」と書いた。これは、1993年のオスロ合意から1995年11月4日のイツハク・ラビン暗殺までのイスラエルの政治の危険な時期においては非常に明らかである。
批評家は、ドロズニンが発見したと主張する「暗号」に重大な誤りがあると述べた。ドロズニンは申命記4章42節の聖句を誤用している。学者たちは次のように述べている。「例として、ラビンと交差する箇所を再度引用する。その箇所は申命記4章42節からのものであるが、ドロズニンは『殺人をする殺人者』の直後の言葉を無視している。次に来るのは『無意識のうちに』（"biveli da'at"）という句である。なぜなら、この節は過失により殺人を犯した者が避難することのできる逃れの町について語っているからである。この場合、このメッセージはラビンの（またはラビンによる）過失の殺害を指し、したがって、これは誤りであると考えられる。別のメッセージ（71頁）には、おそらく、1996年2月25日のエルサレムでのバス爆破テロ事件の「完全な」記述が含まれていると思われる。これには『火、大きな騒音』という句が含まれているが、この2つの言葉を作る文字は、実際には『シェケムの近くにあるテレビンの木の下』という、創世記35章4節からのより長い句の一部であるという事実が見落とされている。もしこの句がバス爆破テロ事件について述べているならば、それが古代シェケムの位置にあるナーブルスで起こることを示していると取らないのは何故か。」
また、ドロズニンは数多くの主張と、いわゆる（後に実現しなかった）予言を述べた。特に重要なものは、ドロズニンは2002年12月2日に出版された彼の著書「聖書の暗号2」で、世界の終わりとされる「原子力による大虐殺」を伴う世界大戦が起こることを明確に述べている。「聖書の暗号2」におけるドロズニンのもう一つの主張は、リビアが大量破壊兵器を開発しテロリストに与え、それを使用して西洋諸国（特に米国）を攻撃するというものである。実際には、2003年にリビアは西洋諸国との関係を改善し、既存の大量破壊兵器製造計画をすべて放棄した。「聖書の暗号2」でのドロズニンの最後の主張は、パレスチナ自治政府の指導者ヤセル・アラファトが、パレスチナのハマスの銃撃者に暗殺されるというものだった。ヤセル・アラファトは、後に自然死であると発表された原因（具体的には、未知の感染症によって引き起こされた脳卒中）によって2004年11月11日に死去したため、ドロズニンによるこの予言も実現しなかった。ヤセル・アラファトが殺害されたという唯一の陰謀説は数人のパレスチナ人の人物によって作られたものであり、イスラエル当局の命令によって毒殺されたというものである。この陰謀説における唯一のパレスチナ人の協力は、ファタハの主要人物2人が関与しており、それらは現在のパレスチナ自治政府とファタハの指導者マフムード・アッバースと、ガザのファタハの指導者であるモハメッド・ダーランであると主張されている。
彼は科学界で多くの支持を得ており、彼の主張をより説得力のあるものにするためにヘブライ語を誤訳し、聖書以外の本に同様の暗号が無いことを証明せずに聖書を使用していると一部の者は彼を非難している。

### 他のテキストでELSを用いることによる批判

欽定訳聖書の創世記10章7-14節で等距離文字列の「wiki」および「Pedia」

『白鯨』のような他のテキストはトーラーに匹敵するELSの結果をもたらさないと主張したドロズニンの明示的な挑戦に応えて、マッケイは『白鯨』の中でマーティン・ルーサー・キング・ジュニアの暗殺などの現代の出来事に関連するELS文字配列を多く見つけるために調整された新しい実験を行った。彼はラビン暗殺に関して、暗殺者の姓名と在籍した大学、そして動機（オスロ合意の「オスロ」）を含む暗号を見つけた。ドロズニンと他の人々は、マッケイが採用した調整の戦術は単に「ナンセンス」であると述べ、『白鯨』での結果を創出するためにマッケイが用いた表、データ、方法論は「単に暗号表としての資格が無い」という彼らの論拠を裏付けるための分析を提供してこれらの主張に応えた。懐疑論者のデイブ・トーマスは、多くのテキストの中で他の例を見つけたと主張した。トーマスの方法論はロバート・ハラリックらによって反証されたと主張されている一方で、大数の法則についての彼のより広範な議論は本質的に確固たるものだった。また、トーマスの批判は、さらに悪い方法論を取っていると考えられているドロスニンに向けられていた。（実際に、ドロズニンの最初の本での「クリントン」の例は、基本的な聖書の暗号の概念である「最小性」に違反していた。ドロズニンの「クリントン」は完全に無効な「暗号」であった。）さらに、マッケイは、ドロズニンがヘブライ語の正書法の柔軟性を利用し、古典（母音なし、YとWが完全に一致している）と現代（YとWがiとuの母音を示すために使用される）の用法、また、KとTのスペルの変化を自由に混用して、望む通りの意味に到達するようにしていたと主張した。
オーストラリアのテレビ・パーソナリティであるジョン・サフランとマッケイは、テレビ・シリーズ「John Safran vs God」において、再度「調整」のテクニックを実演し、これらのテクニックにより、ヴァニラ・アイスの曲の歌詞からアメリカ同時多発テロ事件の「証拠」を作ることができることを実証した。そして、テキストの中に秘かに残された聖書の暗号のメッセージという主張においては、誤記（スペルミス、追加、削除、誤読など）による影響と結果を説明するのが困難である。マッケイと他の人々は、品質の客観的な尺度と被験対象を選択する客観的な方法がなければ（それは同様にドロズニンに対する異議でもあるが）、特定の観察が有意であるかどうかを最終的に決定することは不可能であると主張している。そのため、デイビスの数学的議論以外では、懐疑論者の真剣な努力の大部分またはほとんどは、ウィッツタム、リップス、およびガンズの科学的主張に焦点を合わせている。